# Batalla de Saintes
La batalla de Saintes se libró en 1351 entre fuerzas inglesas y francesas en la ciudad de ese nombre, cuando los franceses ponían sitio a la ciudad y una gran fuerza inglesa se hizo presente para levantarlo, lo que logró con éxito.
Este combate se enmarca en el prolongado, sangriento y devastador conflicto conocido como guerra de los Cien Años.
- Datos: Q4872238